# Военная революция 16 мая
Военная революция 16 мая (кор. 5·16 군사혁명?, 五一六軍事革命?; О илюк кунса хёкмён) — военный переворот в Республике Корея, прошедший 16 мая 1961 года. Была организована и проведена генералом-майором Пак Чонхи и его товарищами, которые сформировали Военно-революционный комитет, номинально возглавляемый начальником генерального штаба генералом Чан Доён, после утверждения последним дня переворота.
В результате переворота правительство Второй Республики пошатнулось, начались реформы Верховного Совета Национальной Перестройки во главе с генералом Пак Чонхи, который занял пост председателя после того, как генерал Чан Доён был арестован в июле. Более 70 % граждан Республики Корея поддержали переворот и новое правительство. Некоторые силы революции 19 апреля поддержали переворот, считая, что новая революция наследовала миссию революции 19 апреля 1960 года. После успеха переворота студенческий союз Сеульского национального университета заявил: «Цель революции 19 апреля и революции 16 мая — одинаковая. Революция 16 мая — национальная военная революция». На мемориальной церемонии 2-летней годовщины Апрельской революции студенческий совет университета Корё так оценил революцию 1961 года: «Главная идеология Апрельской революции и Майской революции — государственная перестройка».
Военная революция сыграла важную роль в приходе к власти новой экономической элиты и создании основ для ускоренной модернизации и экономического чуда Республики Корея под руководством Пак Чонхи.